# Traduções do Livro de Mórmon
Esta é uma list de traduções do Livro de Mórmon.

## Cronologia das traduções completas do Livro dos Mórmons
| Número     | Data | Língua                                   | Título                                                              | Línguas traduzidas                                                            | Notas |
| ---------- | ---- | ---------------------------------------- | ------------------------------------------------------------------- | ----------------------------------------------------------------------------- | --- |
| 1          | 1830 | Inglês                                   | The Book of Mormon                                                  |                                                                               | edição mais recente em 1982                                                                                       |
| 2          | 1851 | Dinamarquês                              | Mormons Bog                                                         | Dinamarca                                                                     | edição mais recente em 1949, tradução feita por Peter O. Hansen                                                   |
| 3          | 1852 | Francês                                  | Le Livre de Mormon                                                  |                                                                               | [ 1 ] |
| 4          | 1852 | Galês                                    | Llyfr Mormon                                                        | Gales                                                                         | edição mais recente em 2000                                                                                       |
| 5          | 1852 | Alemão                                   | Das Buch Mormón                                                     |                                                                               | edição mais recente em 2003                                                                                       |
| 6          | 1852 | Italiano                                 | Il Libro di Mormon                                                  | Itália                                                                        | edição mais recente em 1995                                                                                       |
| 7          | 1855 | Havaiano                                 | Ka Buke a Moramona                                                  | Havaí                                                                         | Primeira tradução para língua não europeia, feita por Jonatana Napela e George Q. Cannon                          |
| 8          | 1869 | Alfabeto Deseret (em inglês)             | 𐐜 𐐒𐐳𐐿 𐐲𐑂 𐐣𐐫𐑉𐑋𐐲𐑍                                                     | Territorio de Utah (extinto)                                                  | actualmente fuera de impresión.                                                                                   |
| 9          | 1878 | Sueco                                    | Mormons Bok                                                         | Suécia                                                                        | [ 1 ] |
| 10         | 1886 | Espanhol                                 | El Libro de Mormón                                                  |                                                                               | selecções publicadas em 1875, edição mais recente em 1992, tradução feita por Eduardo Balderas e Antoine R. Ivins |
| 11         | 1889 | Māori                                    | Ko Te Pukapuka a Moromona                                           | Nova Zelândia                                                                 | [ 1 ] |
| 12         | 1890 | Neerlandês                               | Het Boek van Mormon                                                 | Países Baixos, Flandres                                                       | [ 1 ] |
| 13         | 1903 | Samoano                                  | O le Tusi a Mamona                                                  | Samoa                                                                         | [ 1 ] |
| 14         | 1904 | Taitiano                                 | Te Buka a Moromona                                                  | Taiti                                                                         | [ 1 ] |
| 15         | 1906 | Turco                                    | Mormon Kitabı'ndan Seçmeler (1906 vers.) Mormon Kitabı (2001 vers.) | 1906 Vers. arménia usada na Turquia oriental, Síria, Líbano, e Estados Unidos | [ 1 ] |
| 16         | 1909 | Japonês                                  | モルモン書                                                          | Japão                                                                         | edição mais recente em 1995                                                                                       |
| 17         | 1933 | Checo                                    | Kniha Mormonova                                                     | República Checa                                                               | [ 1 ] |
| 18         | 1936 | Braille (English)                        | 10px                                                                |                                                                               | edição mais recente em 1994                                                                                       |
| 19         | 1937 | Armenio occidental                       |                                                                     | Oriente Medio, U.S.A., y en otras regiones                                    | Edición de 1937 completa, actualmente fuera de impresión; nueva traducción (sólo secciones) publicada em 1983     |
| 20         | 1939 | Português                                | O Livro de Mórmon                                                   | Brasil, Portugal                                                              | edição mais recente em 1995                                                                                       |
| 21         | 1946 | Tonganês                                 | Ko e Tohi ʻa Molomona                                               | Tonga                                                                         | [ 1 ] |
| 22         | 1950 | Norueguês                                | Mormons Bok                                                         | Noruega                                                                       | [ 1 ] |
| 23         | 1954 | Finlandês                                | Mormonin Kirja                                                      | Finlândia                                                                     | [ 1 ] |
| 24         | 1965 | Chinês                                   | 摩門經                                                              | Taiwan, Hong Kong, Sudeste asiático                                           | [ 1 ] |
| 2523 29 31 | 1965 | Rarotongan (Idioma maori das Ilhas Cook) | Te Puka a Momoni                                                    | Ilhas Cook                                                                    | [ 1 ] |
| 26         | 1967 | Coreano                                  | 몰몬경                                                              | Coreia                                                                        | [ 1 ] |
| 27         | 1972 | Afrikaans                                | Die Boek van Mormon                                                 | África do Sul                                                                 | Primeira edição numa língua africana                                                                              |
| 28         | 1976 | Tailandês                                | พระคัมภีร์ มอรมอน                                                      | Tailândia                                                                     | [ 1 ] |
| 29         | 1977 | Indonésio                                | Kitab Mormon                                                        | Indonésia                                                                     | [ 5 ] |
| 30         | 1979 | Croata                                   | Mormonova Knjiga                                                    | Croácia                                                                       | [ 1 ] |
| 31         | 1980 | Fijiano                                  | Ai Vola i Momani                                                    | Fiji                                                                          | [ 1 ] |
| 32         | 1981 | Catalão                                  |                                                                     | Espanha                                                                       | [ 1 ] |
| 33         | 1981 | Islandês                                 | Mormónsbók                                                          | Islândia                                                                      | [ 1 ] |
| 34         | 1981 | Polaco                                   | Księga Mormona                                                      | Polónia                                                                       | [ 1 ] |
| 35         | 1981 | Russo                                    | Книга Мормона                                                       | Rússia, União das Repúblicas Socialistas Soviéticas, Europa oriental,         | [ 1 ] |
| 36         | 1981 | Hebraico                                 |                                                                     |                                                                               | Actualmente fuera de impresión.                                                                                   |
| 37         | 1982 | Hindi                                    | मॉर्मन धर्मशस्त्र                                                        | Índia                                                                         | [ 1 ] |
| 38         | 1982 | Vietnamita                               | Sách Mặc Môn                                                        | Vietname                                                                      | [ 1 ] |
| 39         | 1983 | Q'eqchi                                  | Lix Hu Laj Mormon                                                   | Belize, Guatemala                                                             | [ 1 ] |
| 40         | 1986 | Árabe                                    | كتاب مورمون                                                         |                                                                               | [ 1 ] |
| 41         | 1986 | Aymara                                   | Mormonan Kellkatapa                                                 | Peru, Bolívia                                                                 | [ 1 ] |
| 42         | 1987 | Grego                                    | Το Βιβλιο του Μορμον                                                | Grécia                                                                        | [ 1 ] |
| 43         | 1991 | Húngaro                                  | Mormon Könyve                                                       | Hungria                                                                       | [ 1 ] |
| 44         | 1995 | Braille (em castelhano)                  |                                                                     |                                                                               | [ 1 ] |
| 45         | 1995 | Ilocano                                  | Ti Libro ni Mormon                                                  | Filipinas                                                                     | [ 1 ] |
| 46         | 1997 | Ucraniano                                | Книга Мормона                                                       | Ucrânia                                                                       | [ 7 ] |
| 47         | 1999 | Búlgaro                                  | Книгата на Мормон                                                   | Bulgária                                                                      | Selecciones publicadas en 1980                                                                                    |
| 48         | 1999 | Albanês                                  | Libri i Mormonit                                                    | Albânia                                                                       | [ 8 ] |
| 49         | 1999 | Crioulo haitiano                         | Liv Mòman An                                                        | Haiti                                                                         | Selecciones publicadas en 1983                                                                                    |
| 50         | 2000 | Estoniano                                | Mormoni Raamat                                                      | Estônia                                                                       | [ 10 ] |
| 51         | 2000 | Hmong-mien                               | Phau Ntawv Maumoos                                                  | Sudeste de Asia                                                               | Selecciones publicadas en 1983                                                                                    |
| 52         | 2000 | Malgache                                 | Bokin'i Mormona                                                     | Madagascar                                                                    | Selecciones publicadas en 1983                                                                                    |
| 53         | 2000 | Swahili                                  | Kitabu cha Mormoni                                                  | Quênia, Tanzânia                                                              | [ 12 ] |
| 54         | 2000 | Amárico oriental                         | Mets'hafe Mormon                                                    | Etiópia, Eritreia                                                             | [ 12 ] |
| 55         | 2000 | Letão                                    | Mormona Grāmata                                                     | Letónia                                                                       | [ 12 ] |
| 56         | 2000 | Lituano                                  | Mormono Knyga                                                       | Lituânia                                                                      | [ 12 ] |
| 57         | 2000 | Armenio oriental                         |                                                                     | Armênia, Nagorno-Karabaj, Irã                                                 | Selecciones publicadas en 1987                                                                                    |
| 58         | 2000 | Ibo                                      | Akwụkwọ nke Momọn                                                   | Nigéria                                                                       | [ 13 ] |
| 59         | 2000 | Xhosa                                    | Incwadi ka Mormoni                                                  | África do Sul                                                                 | [ 12 ] |
| 60         | 2000 | Cebuano                                  | Ang Basahon ni Mormon                                               | Filipinas                                                                     | Selecciones publicadas en 1992                                                                                    |
| 61         | 2000 | Pangasinán (pangasinense)                | Say Libro nen Mormon                                                | Filipinas                                                                     | |
| 62         | 2000 | Tagalo                                   | Ang Aklat ni Mormon                                                 | Filipinas                                                                     | |
| 63         | 2001 | Jemer (Idioma camboiano)                 | imagen del título (por favor, transcribir)                          | Camboja                                                                       | Selecciones publicadas en 1982                                                                                    |
| 64         | 2001 | Chinês simplificado                      | 摩门经                                                              | China, Sudeste asiático                                                       | Selecciones publicadas en 1982                                                                                    |
| 65         | 2001 | Língua de sinais americana (ASL)         |                                                                     | Estados Unidos, Canadá                                                        | en DVD; selecciones producidas en VHS en 1995                                                                     |
| 66         | 2001 | Mongol                                   | Мормоны Ном                                                         | Mongólia                                                                      | [ 15 ] |
| 67         | 2002 | Bislama                                  | Buk Blong Momon                                                     | Vanuatu                                                                       | Selecciones publicadas en 1985                                                                                    |
| 68         | 2003 | Setsuana (Tswana)                        | Buka ya ga Momone                                                   | Botsuana                                                                      | [ 13 ] |
| 69         | 2003 | Fante                                    | Mormon Nwoma No                                                     | Gana                                                                          | |
| 70         | 2003 | Zulú                                     | Incwadi Kamormoni                                                   | África do Sul, Zimbábue                                                       | Selecciones publicadas en 1987                                                                                    |
| 71         | 2003 | Shona                                    | Bhuku Ramorimoni                                                    | Zimbábue, Zâmbia, Botsuana                                                    | Selecciones publicadas en 1988                                                                                    |
| 72         | 2004 | Esloveno                                 | Mormonova Knjiga                                                    | Eslovênia                                                                     | [ 16 ] |
| 73         | 2004 | Lingala                                  | Buku ya Molomoni                                                    | República Democrática do Congo, República do Congo                            | Selecciones publicadas en 1998                                                                                    |
| 74         | 2004 | Tok Pisin                                | Buk Momon                                                           | Papua-Nova Guiné                                                              | |
| 75         | 2004 | Iapês                                    | Fare Babyou ku Mormon                                               | Estados Federados da Micronésia                                               | |
| 76         | 2004 | Kiribati                                 | Ana Boki Moomon                                                     | Kiribati                                                                      | Selecciones publicadas en 1988                                                                                    |
| 77         | 2004 | Marshalês                                | Bok in Mormon                                                       | Ilhas Marshall                                                                | Selecciones publicadas en 1984                                                                                    |
| 78         | 2005 | Twi                                      | Mormon Nwoma no                                                     | Gana                                                                          | [ 13 ] |
| 79         | 2005 | Telugu                                   | imagen del título (por favor, transcribir)                          | Índia                                                                         | Selecciones publicadas en 1982                                                                                    |
| 80         | 2005 | Tâmil                                    |                                                                     | Índia, Sri Lanka                                                              | Selecciones publicadas en 1982                                                                                    |
| 81         | 2005 | Hiligaynon (Ilonggo)                     | Tulun-an ni Mormon                                                  | Filipinas                                                                     | Selecciones publicadas en 1994                                                                                    |

## Lenguas en las cuales sólo se han publicado selecciones del Libro de Mormón[1][18]
| Número | Fecha | Lengua                              | Título                                        | Localización principal de la lenguas |
| ------ | ----- | ----------------------------------- | --------------------------------------------- | ------------------------------------ |
| 1      | 1978  | Kaqchikel                           | Ri Vuj Richin Ri Mormon                       | Guatemala                            |
| 2      | 1979  | Quechua—Peru                        | Mormon Q'el Qaqmanta Aqllaska                 | Peru                                 |
| 3      | 1979  | Quiché                              | Jutak Cha'om Wlij Re Ri Wuj Re Ri Mormon      | Guatemala                            |
| 4      | 1980  | Navajo                              | Naaltsoos Mormon Wolyéhígíí                   | Estados Unidos                       |
| 5      | 1980  | Quichua—Ecuador                     | Mormon Killkashkamanta                        | Equador                              |
| 6      | 1981  | Kuna                                | Mormon Kaiya Purba                            | Panamá, Colômbia                     |
| 7      | 1981  | Niuano                              | Tohi a Moromona                               | Niue                                 |
| 8      | 1981  | Quechua—Bolivia                     | Mormompa Libronmanta                          | Bolívia                              |
| 9      | 1982  | Guaraní                             | Mormon Kuatiañe' e Pehengue                   | Paraguay, Argentina                  |
| 10     | 1982  | Laosiano                            | ພຣະຄຳພີ ມໍມອນ                                   | Laos                                 |
| 11     | 1983  | Efique                              |                                               | Nigéria                              |
| 12     | 1983  | Kisii (Gusii)                       | Amang'ana Achorire Korwa Ase Ebuku Ya Mormoni | Quênia                               |
| 13     | 1983  | Mam                                 | Pix Aj U'j Te Mormon                          | Guatemala                            |
| 14     | 1983  | Maya (Yucateco)                     | U Libroil Mormon                              | México, Belize, Guatemala            |
| 15     | 1983  | Persa                               | كتاب مورمون                                   | Irã, Afeganistão, Tajiquistão        |
| 16     | 1983  | Cingalés (Sinhala)                  |                                               | Sri Lanka                            |
| 17     | 1985  | Bengalí                             |                                               | Bangladesh, Índia                    |
| 18     | 1987  | Papiamento                          | E Buki di Mormon                              | Antilhas Holandesas, Aruba           |
| 19     | 1987  | Pohnpeniano (Pohnpei)               | Pwuken Mormon                                 | Estados Federados da Micronésia      |
| 20     | 1987  | Trukesiano (Chuuk)                  | Ewe Puken Mormon                              | Estados Federados da Micronésia      |
| 21     | 1988  | Palauano                            | Babier Er a Mormon                            | Palau                                |
| 22     | 1988  | Urdu                                |                                               | Paquistão, Índia                     |
| 23     | 1989  | Chamorro                            | I Lepblon Mormon                              | Guam, Ilhas Marianas Setentrionais   |
| 24     | 1994  | Pampango (Pampanguenho)             | Libru Nang Mormon                             | Filipinas                            |
| 25     | 1994  | Tzotzil                             | Vun Yu'un Mormon                              | México                               |
| 26     | 1996  | Samarenho (bisaya de Leite y Sámar) | Libro Ni Mormon                               | Filipinas                            |
| 27     | 1997  | Bicolano                            | An Libro Ni Mormon                            | Filipinas                            |